# Architrave (periodico)
«... Essere rivista di cultura, ma intende "cultura" come "vita": necessità quindi del riporto continuo e vigile alla prassi, a un piano di "pensiero" e dal pensiero a motivi di "azione".»
Architrave fu un foglio della Gioventù Universitaria Fascista (GUF) di Bologna nato nel 1940 come mensile di politica, letteratura e arte.

## Storia
Nato tardi rispetto ad altri fogli gufini, si proponeva di essere una rivista di cultura intesa come vita. Il programma di cultura-prassi, pensiero-azione venne dichiarato sul primo numero del primo anno di direzione del bottaiano Roberto Mazzetti.
Il programma editoriale, nel primo anno sotto il Mazzetti e nel 1941 sotto la direzione di Reverberi Riva e Dino Gardini, prevede numerose inchieste sull'ermetismo, sull'università, sul nuovo Umanesimo (non la cultura è lavoro ma il lavoro è cultura) e rilancia il concetto di corporativismo insieme alla interpretazione contemporanea data al fascismo come nuova civiltà del lavoro.
Roberto Mazzetti, che era un corporativista di sinistra, spera in una onesta collaborazione tra Italia fascista, Germania nazista e Russia sovietica, tesi che l'aggressione tedesca all'Unione Sovietica smentirà clamorosamente.
Nel settore del cinema gli impegni di "Architrave" sono tutti validi con gli interventi di Renzo Renzi con Pessimismo di Duvivier nel numero del 1º dicembre 1940, e quelli di Guido Aristarco, Ugo Betti, Enzo Biagi, Lamberto Sechi.
Nel campo della letteratura collaborano Agostino Bignardi, Giorgio Vigolo, Oreste Macrì, Roberto Roversi con l'articolo su Sandro Penna o della grazia poetica del 1º dicembre 1941 e Pier Paolo Pasolini con l'articolo "Umori" di Bartolini del 1º maggio 1942.
Il campo della critica artistica viene affidato a Virgilio Guidi, Gastone Breddo e Francesco Arcangeli.
Le sconfitte in Libia e le delusioni della guerra dell'Asse aprono gli occhi ai giovani di "Architrave" e nella primavera del 1942 la terza edizione della rivista inizia con una linea politica differente, assumendo tendenze antidittatoriali e antimussoliniane.
Viene coinvolto dalla sfiducia e dal sospetto anche il fascismo di sinistra e lo stesso bottaismo, che viene considerato un ulteriore elemento di corruzione.
Francesco Arcangeli scriverà: "I discorsi che comparivano su Critica fascista e su Primato, anche e proprio perché erano contro l'estremismo farinacciano, finivano col sembrarci più insidiosi. Eravamo, ormai, per il tanto peggio tanto meglio; e dal fascismo non speravamo più nulla".
L'ultimo numero di Architrave uscì nel giugno del 1943.